# Court in the Act
Court in the Act è il primo album del gruppo musicale britannico heavy metal Satan, pubblicato nel 1983 dall'etichetta discografica Neat Records.

| Recensione | Giudizio |
| ---------- | -------- |
| AllMusic   | [ 1 ]    |

## Il disco
Si tratta del primo disco della band che in quel periodo era sotto contratto con la Roadrunner Records, la quale però cedette la licenza per la pubblicazione alla Neat Records.

Lo stile musicale delle composizioni è di stampo NWOBHM (similmente ad album quali Angel Witch e A Time of Changes ) ma, per le ritmiche sostenute e le soluzioni chitarristiche adottate, è anche ritenuto uno degli album precursori dello speed e del thrash metal.
I testi delle canzoni trattano vari argomenti, tra cui la guerra (Trial by Fire), i vichinghi (Blades of Steel), la società (No Turning Back), i nativi americani (Broken Teatries) e la giustizia (Break Free), però non affrontano tematiche occulte o demoniache. Ciò fu tra i motivi per cui il gruppo, terminato il tour europeo che seguì l'uscita discografica, decise di cambiare il nome in Blind Fury.

La traccia Into the Fire, posta in apertura, è strumentale ed è stata eseguita da Ian Boddy, musicista e compositore di musica elettronica, mentre la successiva Trial by Fire è stata incisa come cover dai Blind Guardian ed inserita nell'album Somewhere Far Beyond. La canzone Break Free vede la partecipazione di Alan Hunter, il cantante con cui i Pariah (altro nome adottato dai Satan sul finire degli anni ottanta) hanno registrato l'album Unity.
Il disco è stato ristampato in CD dalla Neat Metal nel 1997 e rimasterizzato in edizione limitata dalla Metal Mind Productions nel 2008; entrambe le versioni contengono tre bonus track, tra cui Pull the Trigger che appare anche come cover sull'album A Time of Changes dei Blitzkrieg, l'altra band del frontman Brian Ross.

## Tracce
1. Into the Fire – 1:44 (musica: Satan) – (strumentale)
2. Trial by Fire – 4:18 (Tippins)
3. Blades of Steel – 5:16 (English, Ramsey, Tippins)
4. No Turning Back – 4:01 (musica: English, Ross, Tippins)
5. Broken Treaties – 4:44 (musica: Ross, Tippins)
6. Break Free – 5:20 (English, Ramsey, Tippins)
7. Hunt You Down – 3:30 (Ross, Tippins)
8. The Ritual – 4:40 (musica: Tippins) – (strumentale)
9. Dark Side of Innocence – 0:57 (musica: English) – (strumentale)
10. Alone in the Dock – 6:24 (Satan)

Tracce bonus CD
1. Dynamo – 4:04 (Ross, Ramsey, Tippins)
2. Pull the Trigger – 5:10 (Tippins)
3. Break Free (Single version) – 5:23

## Formazione
Membri del gruppo
- Brian Ross – voce
- Steve Ramsey – chitarra
- Russ Tippins – chitarra
- Graeme English – basso
- Sean Taylor – batteria

Partecipazioni speciali
- Ian Boddy – tastiere in Into the Fire
- Alan Hunter  – voce addizionale in Break Free